# Lolium gracile
Lolium gracile là một loài thực vật có hoa trong họ Hòa thảo. Loài này được (Dumort.) B.D. Jacks. mô tả khoa học đầu tiên năm 1753-1885.